# Reinas - Il matrimonio che mancava
Reinas - Il matrimonio che mancava (Reinas) è un film del 2005 diretto da Manuel Gómez Pereira. 
Le vicende del film raccontano i tre giorni precedenti allo svolgimento dei primi matrimoni gay in Spagna, il tutto raccontato non solo dal punto di vista delle coppie di futuri sposi ma anche dal punto di vista delle loro madri, tra contrattempi, tensioni e gag divertenti.

## Personaggi
- Ofelia, la mamma chiacchierona e vivace che irrompe nella vita ordinata e piatta del figlio e del fidanzato, scombinando con la sua amata cagnetta anche l'appartamento minimal-chic dei ragazzi.
- Reyes, la mamma snob, il cui figlio sta per sposare il figlio del loro giardiniere, che subisce il fascino del consuocero.
- Magda, la mamma proprietaria dell'hotel dove si terrà la grande cerimonia dei matrimoni in cui deve sposarsi anche il proprio figlio. È la tipica donna in carriera e ha come amante segreto il capocuoco, comandandolo nel lavoro e nel privato. Si ritrova con il personale di cucina che approfitta dell'evento per fare sciopero, sobillati proprio dal capocuoco che vuole più rispetto.
- Nuria, la madre piacente e giovanile che però si ritrova a letto con il fidanzato del figlio.

## Distribuzione
Il film è stato distribuito in Italia il 23 dicembre 2005 dalla Lucky Red.